# NEWS21 サンデースコープ経済版
NEWS21 サンデースコープ経済版（ニュースにじゅういちサンデースコープけいざいばん）は2011年4月から2年間放送していたBS-TBSの経済情報番組。

## 概要
2011年4月3日放送開始。2010年度に放送していた『サンデースコープ』が週2日の番組となって再編され、日曜日の『「新」サンデースコープ』は経済に特化した内容で番組を進める。土曜日の『NEWS21 サタデースコープ』と同様にその日の最新ニュースを提供するほか、世界的な視点で日本経済のこれからを捉える「未来ビジョン」のコーナー、これからの世代を生きる人に向けて、各界著名人からメッセージを送る「わすれられない"ひと言"」のコーナーがある。なお、2012年3月までは「わすれられない"ひと言"」は『サタデースコープ』で、「この国に生きる」が当番組でそれぞれ放送されていた。
石塚キャスターが古巣の中部日本放送に戻るなどの事情により、2013年3月31日の放送分をもって終了。『サタデースコープ』と統合した上で、後番組は『週刊BS-TBS報道部』。

## 出演者

### レギュラー出演者
総合司会（アンカーマン）
- 石塚元章（中部日本放送論説委員。出向出演）

アシスタント
- 岡村仁美（TBSテレビアナウンサー）

コメンテーター
- 生井俊重（経済評論家、BS-TBS顧問（非常勤））

### よく出演するゲスト
- 山縣裕一郎（東洋経済新報社編集局長） - 経済関連の話題で解説を担当。